# Левранђе (Бреша)
Левранђе је насеље у Италији у округу Бреша, региону Ломбардија.
Према процени из 2011. у насељу је живело 179 становника. Насеље се налази на надморској висини од 574 м.